# آيرو إل-39 ألباتروس
آيرو إل-39 ألباتروس (بالتشيكية: Aero L-39 Albatros) هي طائرة تدريب نفاثة عالية الأداء طورت بتشيكوسلوفاكيا أثناء الستينيات بواسطة آيرو فودوتشودي لتحل محل طائرة آيرو إل-29 دولفين كطائرة تدريب رئيسية. كانت أول طائرة تدريب مزودة بمحرك توربيني. وصدر هذا الطراز للعديد من الدول حول العالم.
عملت طائرة إل-39 ألباتروس لاحقاً كأساس لتطوير الطائرة إل-59 سوبر ألباتروس. حتى الآن تخدم أكثر من 2800 طائرة إل-39 في أكثر من 30 قوة جوية حول العالم وتعد أكثر طائرات التدريب النفاثة استخدماً بالإضافة إلى دورها كطائرة هجوم خفيفة. لم يتلق التصميم مطلقاً لقب تعريف الناتو.
في معرض فارنبرة للطيران في يوليو 2014، أعلنت شركة آيرو فودوتشودي عن إطلاق إل-39 إن جي وهو نسخة مطورة وحديثة من إل-39

## التطوير
في عام 1964، شرعت شركة تصنيع الطائرات التشيكوسلوفاكية آيرو فودوتشودي في مشروع تصميم جديد لتلبية المتطلبات المحددة لـ "C-39"، حيث شكلت فريق تصميم تحت قيادة جان فليك. كان من المفترض أن تعمل هذه الطائرة كبديل لطائرة آيرو إل-29 دولفين التي كانت طائرة التدريب النفاثة الرئيسية، فقام جان فليك بتصور نموذج لطائرة ذات محرك واحد ومقعدين، تستعمل كطائرة تدريب رئيسية لدول حلف وارسو.

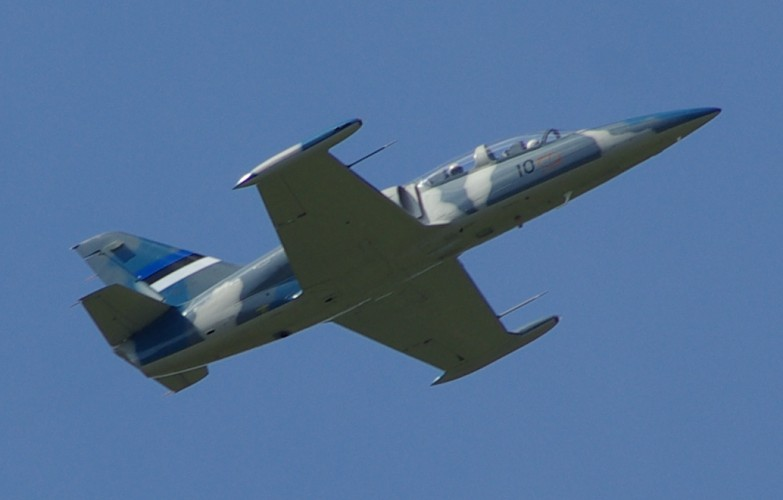
طائرة إل-39 تابعة للقوات الجوية الإستونية

في 4 نوفمبر 1969، قامت إل-39 (تحت اسم "Prototype X-02" - وهو ثاني هيكل للطائرة يبنى) بأول رحلة لها، والتي قادها رودولف دوتشو، طيار الاختبار في المصنع. بدأ الإنتاج التسلسلي للنموذج الأولي للطائرة إل-39 تحت المسمى «إل-39 سي» في عام 1971. في عام 1972، اعترف رسميًا بـإل-39 ألباتروس من قبل غالبية الدول في حلف وارسو كطائرة تدريب المفضلة والذي أدى بعد ذلك إلى كميات طلب شراء كثيرة في أنحاء العالم ومنها القوات الجوية السوفيتية. في عام 1974، دخلت أول طائرة تدريب من نوع إل-39 الخدمة مع القوات الجوية التشيكوسلوفاكية.
صدرت العديد من الاصدارات على النسخة الاصلية إل-39 بسرعة. في عام 1972، أجرى أول تعديل مستهدف تحت اسم «إل-39 ڤي». في عام 1975، قام أول نموذج تدريب / قتال خفيف من طراز L-39ZO، والذي جهز بأربع نقاط تعليق سفلية بالإضافة إلى جناح معزز ومعدات هبوط معدلة، بأول رحلة لها. في عام 1977، قامت أول نسخة قتالية خفيفة من طراز L-39ZA، والتي زودت بمدفع واحد من طراز «جريازيف شيبونوف جي.إس.إتش-23» مثبتًا أسفل جسم الطائرة بالإضافة إلى النقاط التعليق الاربعة، بأول رحلة.
وفقاً لتقرير مجلة الطيران الدولي الإسبوعية فقد بيع ما يقرب من 200 طائرة من طراز إل-39 في كل عام في سوق طائرات التدريب النفاثة خلال أواخر عقد الثمانينيات. ووفقًا لمعهد ستوكهولم الدولي لبحوث السلام، في عام 1993، كان إجمالي طلبات التصدير المكتسبة لطراز إل-39 يمثل 80 في المائة من قيمة جميع مبيعات تصدير المنتجات العسكرية التشيكية التي بيعت في ذلك العام. خلال عقد التسعينيات، بعد فترة وجيزة من تفكك الاتحاد السوفيتي ونهاية الحرب الباردة، قررت شركة آيرو فودوتشودي تطوير إصدارات من ألباتروس مزودة بإلكترونيات طيران ومحركات وأنظمة أسلحة من مصادر غربية. في نفس الوقت تقريبًا، شكلت آيرو فودوتشودي شراكة مع شركة أنظمة إلبيط الإسرائيلية، والتي بموجبها سلمت عدد من طائرات إل-39 إلى شركة إلبيط لتزويدها بإلكترونيات حديثة وأنظمة على متن الطائرة قبل إعادة تصديرها إلى المستخدمين النهائيين سلاح الجو الملكي التايلاندي.

## التاريخ التشغيلي

### أبخازيا
في ربيع عام 2008، أسقطت القوات الانفصالية الأبخازية عددًا من الطائرات بدون طيار الجورجية فوق منطقة أبخازيا. زعمت القوات الانفصالية الأبخازية أن إحدى طائراتها المجهزة بالصواريخ إل-39 أسقطت طائرة استطلاع بدون طيار من طراز هيرميس 450 جورجية.

### أفغانستان

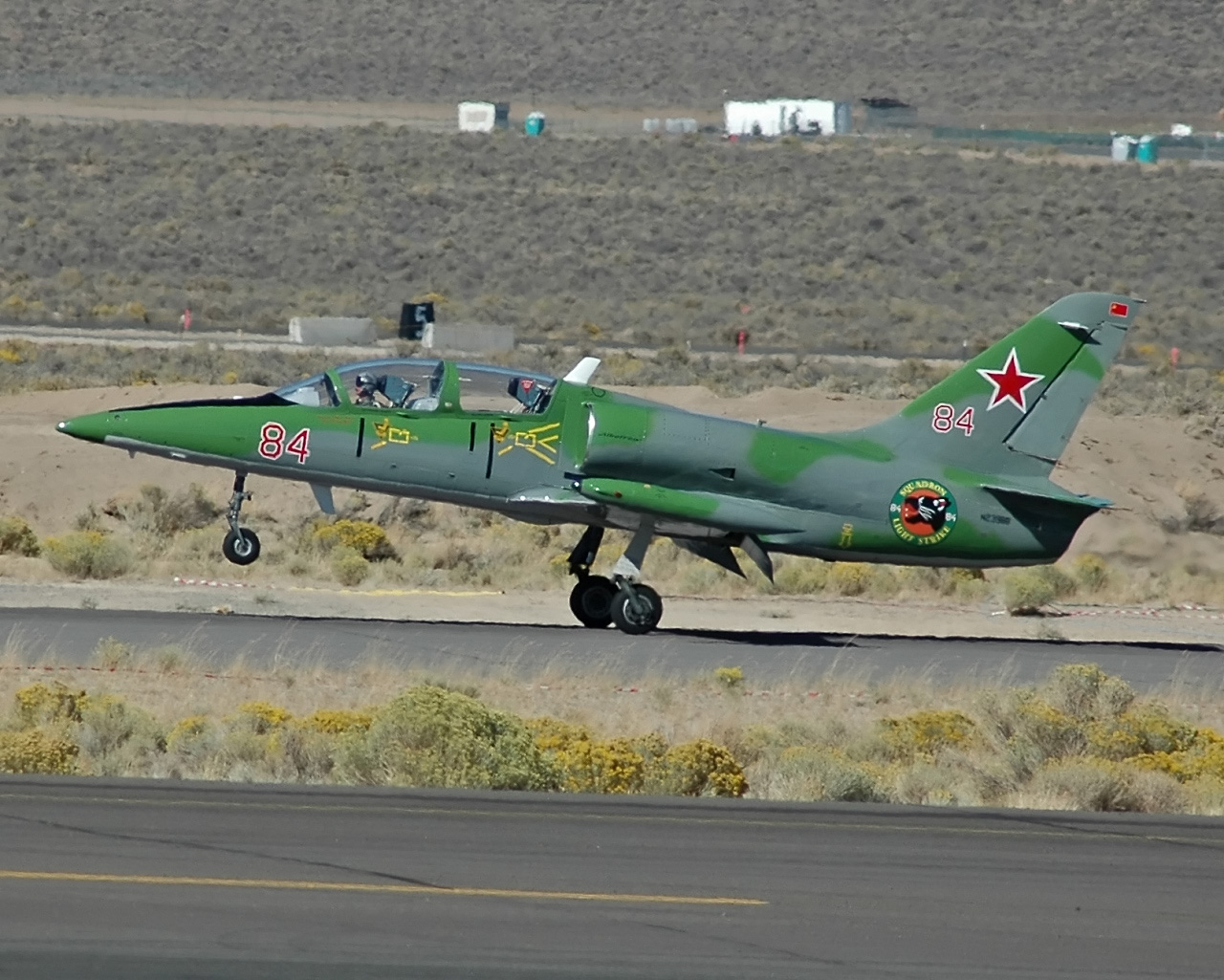
إل-39 مدنية مستخدمة لتمثيل السرب 84 السوفيتي الخيالي

تمكنت القوات الجوية لطالبان من الحصول على حوالي خمس طائرات من طراز إل-39 من بقايا القوات الجوية لجمهورية أفغانستان الديمقراطية السابقة؛ مع الدعم الفني الأجنبي والطيارين، وضعت تلك الطائرات في عمليات قتالية خلال الفترة من 1996-2001 من الحرب الأهلية الأفغانية ضد التحالف الشمالي. في أوائل عام 2001، ورد أن اثنين فقط من تلك الطائرات ظل يعمل،  بعد غزو الولايات المتحدة لأفغانستان في عام 2001، ادخل عدد من طائرات إل-39 في سلاح الجو الأفغاني.

### أذربيجان

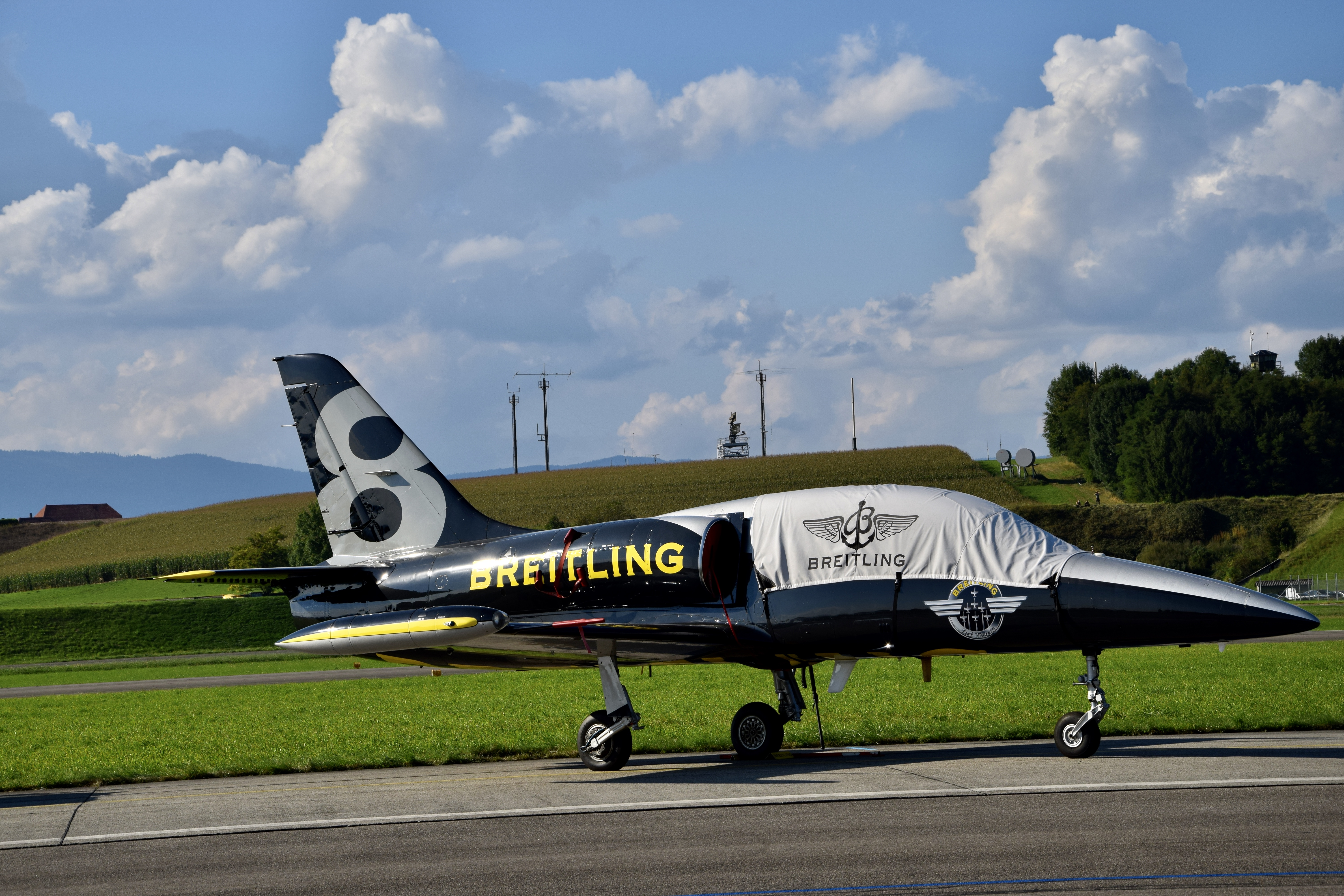
آيرو إل-39 ألباتروس من فريق بريتلينغ جيت

استعملت عدد من إل-39، إلى جانب إل-29 القديمة، على نطاق واسع من قبل القوات الأذربيجانية لأداء مهام هجوم بري خلال حرب ناغورنو كاراباخ الأولى في عقد الثمانينيات وأوائل عقد التسعينيات. وبحسب ما ورد أسقطت الدفاعات الجوية التي استخدمها جيش دفاع ناغورنو كاراباخ عددًا منها. في سبتمبر 2015، سعت شركة آيرو فودوتشودي للحصول على طلب كبير لأحدث طراز من إل-39 لصالح اذربيجان؛ بحلول هذه المرحلة، كان لدى أذربيجان ما مجموعه 24 من طائرات إل-39 صالحة للطيران في الخدمة.

### الشيشان
وجدت جمهورية إشكيريا الشيشانية المستقلة حديثًا نفسها مع عشرات من طائرات إل-39 (بالإضافة إلى عدة طائرات من طراز L-29 وثلاث طائرات MiG-17 وطائرتين من طراز MiG-15UTI وطائرات هليكوبتر وطائرات نقل وطائرات مدنية أخرى) في قاعدتي خانكالا وكالينوفسكايا الجوية. تابعة للقوات الجوية السوفيتية في عام 1992. ومع ذلك، ورد أن معظم هذه الطائرات تخلي عنها أو لم تكن في حالة صالحة للطيران، ولكن خلال الصراع بين أغسطس ونوفمبر 1994 بين القوات الوطنية والقوات الموالية لروسيا، تم نشر طائرات إل-39 وربما كانت واحدة من عدد قليل من عناصر الهجوم الجوي (وربما الاستطلاع) على قوات دجوكار دوداييف. ابلغ عن إطلاق صاروخ واحد على الأقل بالقرب من جوراجورسك في 4 أكتوبر من قبل ميليشيا دوكو زافجاييف الموالية لروسيا من طراز Strela-2 MANPADS. قُتل الطيار الكولونيل علي موساييف ومساعده ديدال داداييف.

### العراق
أصبح العراق أول عميل تصدير لطائرة إل-39 ألباتروس بحلول منتصف عام 1970، اشترت القوات الجوية العراقية عددًا كبيرًا من مدربي إل-39، بعد أن نقلت الجزء الأكبر من أنشطتها التدريبية إلى الطائرات التشيكوسلوفاكية.
وفي أثناء الغزو الأمريكي للعراق في عام 2003، في 14 أبريل 2003، هاجم زوج من البحرية الأمريكية إف/إيه-18 هورنت عدة طائرات إل-29 وإل-39 على سطح الأرض في مطار بالقرب من مدينة تكريت. ويعتقد أنه عدلت لتعمل كمنصات توصيل للأسلحة.

### ليبيا
حصلت ليبيا على 180 طائرة من طراز «إل-39 ZO» حوالي عام 1978 والتي خدمت في مدارس الطيران في سبها وعقبة بن نافع جنبًا إلى جنب مع G-2 Galeb اليوغوسلافية الصنع للتدريب المتقدم على الطائرات وإرماتشي إس إف 260 الإيطالية الصنع (للتدريب الأساسي).
نشرت طائرات إل-39 خلال الصراع التشادي الليبي، وخاصة في قاعدة وادي دوم الجوية. خلال الهجوم التشادي الأخير في مارس 1987، حيث استولى التشاديون على وادي دوم مع العديد من الطائرات (بما في ذلك 11 طائرة من طراز إل-39) وأنظمة سام السوفيتية والدبابات. أفاد تقرير تشادي إلى الأمم المتحدة بالقبض على 11 طائرة من طراز إل-39 وتدمير (أو إسقاط) أربعة منها على الأقل.

### روسيا

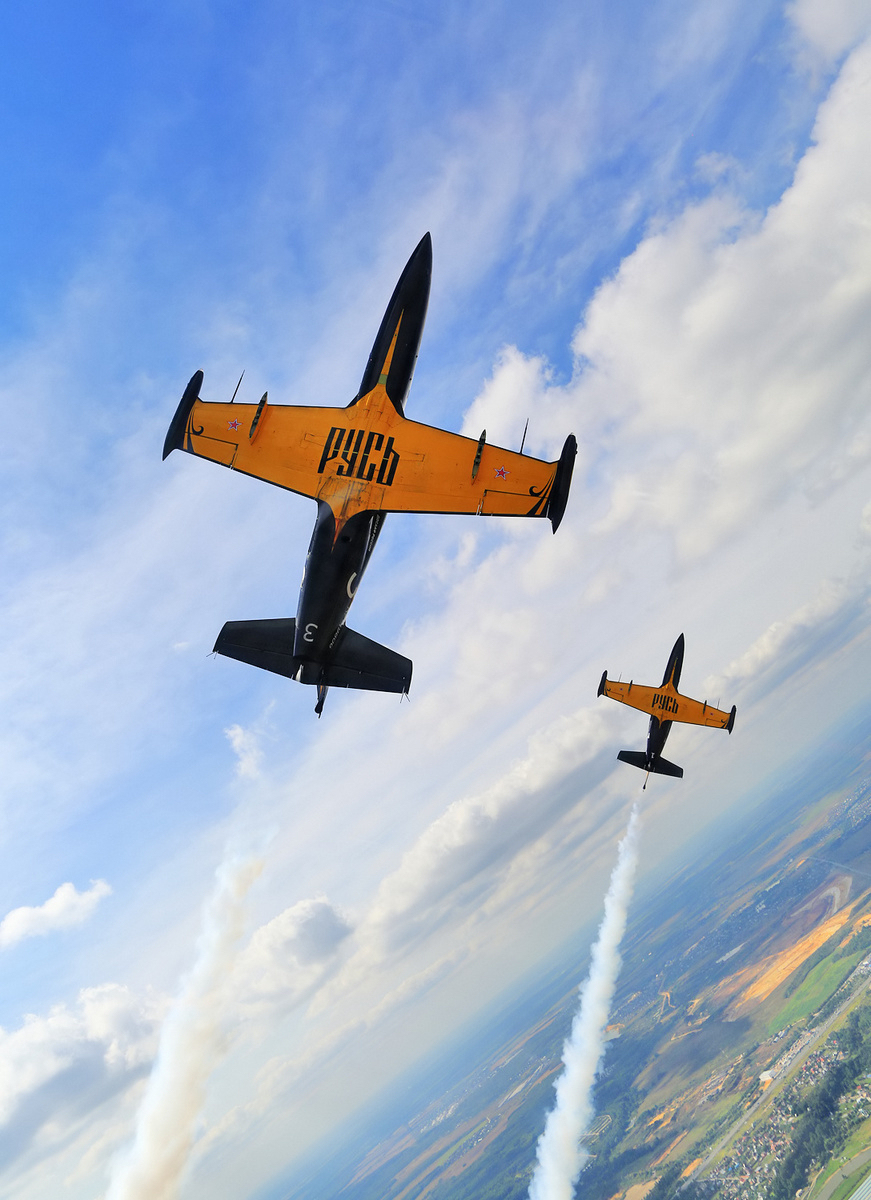
'طائرات إل-39 يؤدون عرضًا أكروباتيًا في معرض MAKS الجوي لعام 2015

بعد تفكك الاتحاد السوفيتي وتشكيل القوات الجوية الروسية في عام 1991، وجدت الخدمة المشكلة حديثًا نفسها مع مئات الطائرات من طراز إل-39، وكان معظمها فائضًا عن متطلبات التدريب الخاصة بهم. وفقًا للمؤلف ستيفان ويلكينسون، بحلول عام 2005، كانت روسيا تسعى لبيع ما يصل إلى 800 من طائرات إل-39 الخاصة بها، والتي كانت لا تتلقى سوى مستوى أساسي من الصيانة مرة واحدة شهريًا أثناء تقرير مصيرها. ابتداءً من أوائل عقد التسعينيات، تابعت القوات الجوية الروسية تطوير طائرة تدريب نفاثة خاصة بها، واختيرت ياكوفليف ياك-130 من أجل ذلك؛ فيجب أن تحل طائرة ياكوفليف ياك-130 في النهاية محل إل-39 في الخدمة الروسية ضمن أدوارها التشغيلية.

### سوريا
شغلت القوات الجوية العربية السورية عدد من طائرات الهجوم الخفيف إل-39 المسلحة. منذ المراحل الأولى من الحرب الأهلية السورية، نشرت طائرات سلاح الجو السوري من طراز إل-39 بشكل روتيني في عمليات مكافحة التمرد ضد مختلف القوات البرية المعارضة، كما اسقط عدد من هذه الطائرات بنيران أرضية. استعملت لأول مرة من الناحية العملياتية خلال معركة حلب، حيث شنت عدة ضربات على المواقع التي يسيطر عليها المعارضون. وقد زُعم أن إل-39 كانت أول طائرة ثابتة الجناحين تستعمل ضد المعارضين.
في فبراير 2013، نجح المعارضون في الاستيلاء على عدد من طائرات إل-39 السليمة، جنبًا إلى جنب مع معدات الدعم الخاصة بهم، بعد مداهمة قاعدة الجراح الجوية والاستيلاء عليها لاحقًا. في أواخر عام 2013، ظهرت تقارير عن مزاعم من قبل مقاتلين إسلاميين بأنهم نجحوا في نقل اثنتين من طائرات إل-39 التي أسرت. في شهر أكتوبر من عام 2014، زعمت الحكومة السورية أن طائرتين على الأقل من طراز إل-39 كانتا صالحتين للطيران ودمرتهما طائرات القوات الجوية السورية مؤخرًا.

## الإصدارات
إل-39 إكس-01 إكس-07
خمسة نماذج أولية بالإضافة إلى اثنين من هياكل الطائرات التجريبية الثابتة.
إل-39 سي (تدريب)

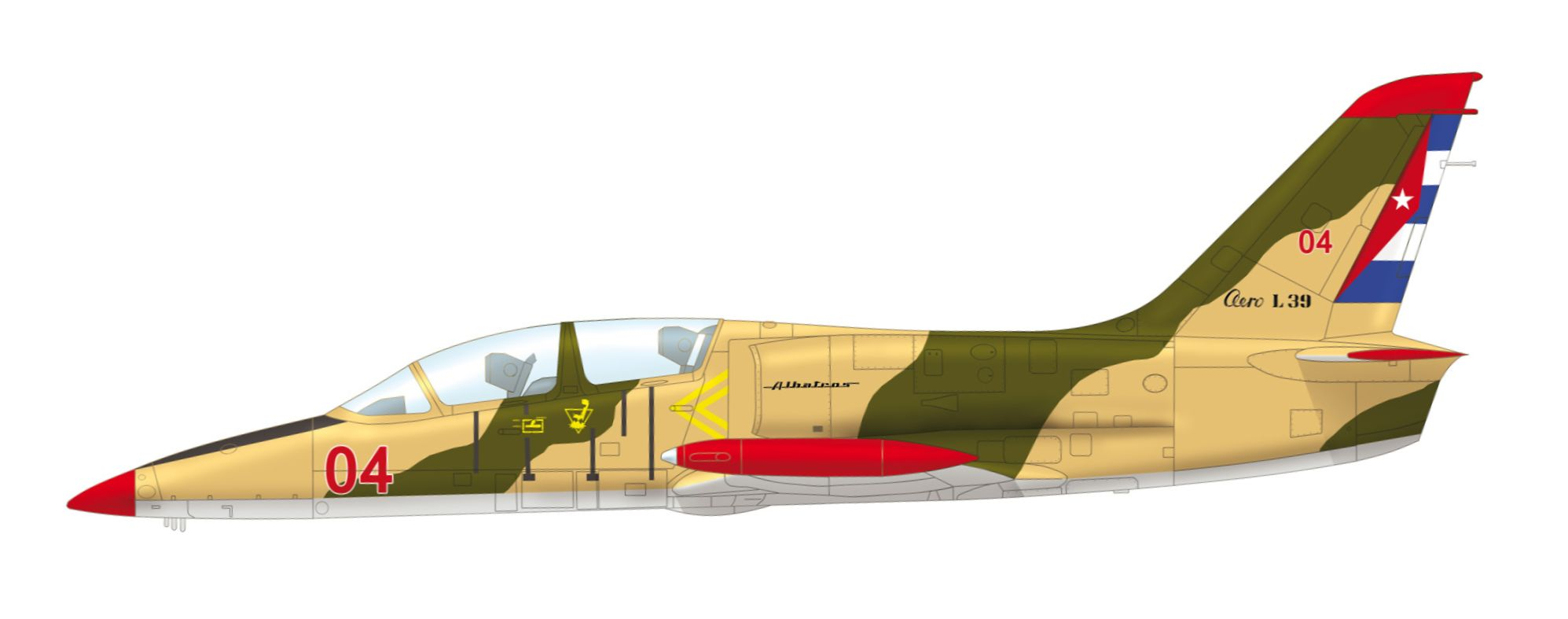
إل-39 سي، سلاح الجو والدفاع الجوي الثوري الكوبي

نسخة تدريب أساسي قياسي للاتحاد السوفيتي وتشيكوسلوفاكيا والتصدير. اسمها في الأصل إل-39، ولكن أعيد تسميتها إلى إل-39 سي عندما ظهرت الإصدارات اللاحقة. نقطتان تعليق تحت الجناح.
إل-39 سي إم (تدريب حديث)
نسخة C السلوفاكية المطورة.
إل-39 إم1

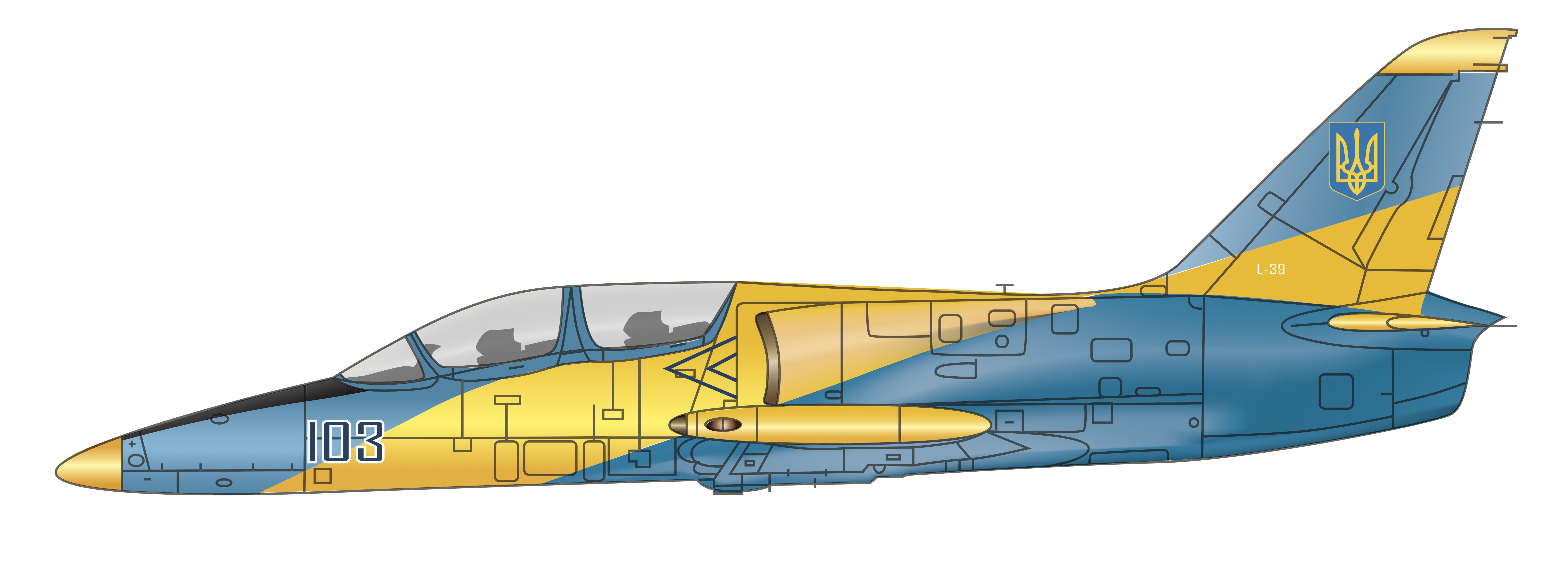
إل-39 إم1، القوة الجوية الأوكرانية

نسخة C المطورة الأوكرانية بمحركات AI-25TLSh. كانت أول طائرة جاهزة في عام 2009. خطط لتحديث 7 طائرات إل-39 سي أخرى. حولت ستة فقط من طراز إل-39 سي إلى إل-39 إم1 بحلول عام 2014.
إل-39 في (قاطرة)
نسخة القاطرة ذات المقعد الواحد لتشيكوسلوفاكيا. مجهزة لسحب الهدف KT-04 على كابل 1700 م (5600 قدم). بني النموذج الأولي بالإضافة إلى ثماني طائرات انتجت.
إل-39 زي أو (مسلحة)
طائرة تدريب مسلحة نسخة التصدير، أربعة أبراج مقابل 500 كجم (1100 رطل) (داخلي) و250 كجم (550 رطلاً) (خارجي)، مع إجمالي حمل خارجي يبلغ 1150 كجم (2500 رطل). أول رحلة جوية في 25 يونيو 1975، مع التسليم الأول للعراق في عام 1977، صنع 337 منها.
إل-39 زي إيه
طورت إل-39 زي إيه بشكل كبير للتدريب المسلح والهجوم الخفيف، باستخدام معدات هبوط أقوى، وحمولة أعلى (إجمالي 1290 كجم (2844 رطلاً)) وتوفير مدفع GSh-23L مزدوج الماسورة عيار 23 ملمًا مثبتًا في جراب امتثالي أسفل مقصورة الطيارين، أبراج خارجية مزودة بأسلاك لحمل صواريخ جو-جو K-13 أو R-60. صنع نموذجان منها، مع أول طيران في 29 سبتمبر 1976. سلم 208 طائرة.
إل-39 زي إيه إم
النسخة السلوفيكية المطورة من الإصدار إل-39 زي إيه.
إل-39 زي إيه/آرت
النسخة التايلاندية المطورة عن طريق شركة إلبيط، وصنع 40 منها.
إل-39 إم إس/ إل-59
آيرو إل-39 إم إس هي طائرة تدريب عسكرية من الجيل الثاني طورت من طائرة إل-39 السابقة للشركة. بالمقارنة مع سابقتها، فقد تميزت بجسم الطائرة المعزز، والأنف الأطول، وقمرة القيادة المحدثة بشكل كبير، ومحرك Lotarev DV-2 الأكثر قوة (21.6 كيلو نيوتن (4850 رطلاً))، مما يسمح بالتشغيل بأوزان وسرعات أعلى (السرعة القصوى 872 كم / ح (542 ميلا في الساعة)). أول رحلة في 30 سبتمبر 1986. حددت لاحقًا باسم آيرو إل-59.
إل-139 ألباتروس 2000
نسخة منقحة مع إلكترونيات الطيران الغربية ومحرك غاريت TFE731-4-1T سعة 17.99 كيلو نيوتن (4045 رطلاً). صنع نموذج أولي واحد.
إل-159
طورت وحدثت طائرات التدريب (المقاتلة) المتقدمة مع إلكترونيات الطيران الغربية الأكثر حداثة ومحرك هانيويل نوع ITEC F124.
إل-39 إن جي
نسخة محدثة ومحدثة مع محرك Williams FJ44 ونظام وقود محسّن وإلكترونيات طيران مخطط لتقديمها في عام 2018.